# Capron (Oklahoma)
Capron é uma cidade  localizada no estado norte-americano de Oklahoma, no Condado de Woods.

## Demografia
Segundo o censo norte-americano de 2000, a sua população era de 42 habitantes.
Em 2006, foi estimada uma população de 40, um decréscimo de 2 (-4.8%).

## Geografia
De acordo com o United States Census Bureau tem uma área de
0,3 km², dos quais 0,3 km² cobertos por terra e 0,0 km² cobertos por água. Capron localiza-se a aproximadamente 394 m acima do nível do mar.

## Localidades na vizinhança
O diagrama seguinte representa as localidades num raio de 28 km ao redor de Capron.